# Resolutie 1182 Veiligheidsraad Verenigde Naties
Resolutie 1182 van de Veiligheidsraad van de Verenigde Naties werd unaniem door de
VN-Veiligheidsraad aangenomen op 14 juli 1998 en verlengde de vredesmacht in de Centraal-Afrikaanse Republiek.

## Achtergrond
De periode na de onafhankelijkheid van de Centraal-Afrikaanse Republiek werd gekenmerkt door opeenvolgende staatsgrepen. Begin jaren 1990 werd een meerpartijensysteem gecreëerd en volgden verkiezingen. Eén en ander verliep onregelmatig en de spanningen in het land liepen op. De ongelijke behandeling van officieren leidde in 1996-1997 tot muiterij in het leger. Een slecht bestuur en economische problemen destabiliseerden het land. Er werd een Afrikaanse vredesmacht gestationeerd die in 1998 werd afgelost door een VN-vredesmacht, die in 2000 weer vertrok.

## Inhoud

### Waarnemingen
De MINURCA-missie was intussen ingezet in de Centraal-Afrikaanse Republiek. Er moest een veilige en stabiele omgeving worden opgezet waarin vrije en eerlijke verkiezingen konden worden gehouden. Daarvoor was al een verkiezingscommissie aangesteld. Het land moest nu de nodige politieke, economische, sociale en veiligheidshervormingen doorvoeren en blijven samenwerken met de internationale financiële instellingen.

### Handelingen
De vredesmissie in de Centraal-Afrikaanse Republiek werd verlengd tot 25 oktober. Dat land werd gevraagd zo snel mogelijk met een plan voor de herstructurering van haar leger en de organisatie van verkiezingen te komen. De lidstaten werd gevraagd het land bij dat laatste te helpen, alsook met sociale en economische hervormingen.

## Verwante resoluties
- Resolutie 1155 Veiligheidsraad Verenigde Naties
- Resolutie 1159 Veiligheidsraad Verenigde Naties
- Resolutie 1201 Veiligheidsraad Verenigde Naties
- Resolutie 1230 Veiligheidsraad Verenigde Naties (1999)

Lijst ·  1147 ·  1148 ·  1149 ·  1150 ·  1151 ·  1152 ·  1153 ·  1154 ·  1155 ·  1156 ·  1157 ·  1158 ·  1159 ·  1160 ·  1161 ·  1162 ·  1163 ·  1164 ·  1165 ·  1166 ·  1167 ·  1168 ·  1169 ·  1170 ·  1171 ·  1172 ·  1173 ·  1174 ·  1175 ·  1176 ·  1177 ·  1178 ·  1179 ·  1180 ·  1181 ·  1182 ·  1183 ·  1184 ·  1185 ·  1186 ·  1187 ·  1188 ·  1189 ·  1190 ·  1191 ·  1192 ·  1193 ·  1194 ·  1195 ·  1196 ·  1197 ·  1198 ·  1199 ·  1200 ·  1201 ·  1202 ·  1203 ·  1204 ·  1205 ·  1206 ·  1207 ·  1208 ·  1209 ·  1210 ·  1211 ·  1212 ·  1213 ·  1214 ·  1215 ·  1216 ·  1217 ·  1218 ·  1219